# Forbidden Fairytale
Forbidden Fairytale (en hangul, 동화지만 청불입니다; romanización revisada, Donghwajiman cheongburimnida; literalmente, «Es un cuento de hadas, pero se paga») es una película surcoreana, una comedia escrita por Yoon Joo-hoon, dirigida por Lee Jong-seok, y protagonizada por Park Ji-hyun, Choi Si-won y Sung Dong-il. Se estrenó en Corea del Sur el 8 de enero de 2025.

## Sinopsis
Dan-bi sueña con convertirse en escritora de cuentos infantiles. Cuando su padre, un escritor de libros infantiles, fallece sin haber alcanzado nunca el éxito, ella decide cumplir los sueños de aquel, y para ello por las noches se dedica a escribir uno con el que quiere participar en un concurso. Por el día, en cambio, es una funcionaria púbica que trabaja en la Comisión de Normas de Comunicaciones de Corea, en el equipo de protección de niños y jóvenes, revisando un sinfín de contenidos para adultos. 
Su vida da un giro inesperado cuando daña accidentalmente el lujoso coche de época de Hwang Chang-seop, que es el director ejecutivo de una empresa de publicación de novelas para adultos en Internet. El coste de la reparación es elevadísimo, y dado que ella carece del dinero necesario, Hwang establece como condición que Dan-bi deba trabajar como escritora de novelas web para adultos. Ella piensa que las novelas de este género son vulgares y de mala calidad, pero se ve obligada a aceptar el acuerdo. Así comienza a escribir novelas web basadas en las experiencias y fantasías sexuales de sus amigas, y sorprendentemente, pese a sus reparos, muestra una gran pericia y se convierte en una sensación entre los lectores de la noche a la mañana. Dos de sus novelas alcanzan las primeras posiciones en ventas. Mientras tanto, sus cautivadoras historias provocan un despertar inesperado en su colega, Jung-seok, que ha luchado contra la disfunción sexual durante años. Pero un error absurdo hace que pierda la oportunidad de convertirse en escritora infantil, y sufre una humillación pública. Dan-bi, que se encuentra en una mala situación, visita la casa de sus padres por primera vez en mucho tiempo y descubre que el verdadero sueño de su padre era escribir cuentos de hadas para adultos, y que su propio sueño tampoco era convertirse en escritora de cuentos de hadas.

## Reparto

### Principal
- Park Ji-hyun como Yoon Dan-bi.[2][3]
- Choi Si-won como Kang Jung-seok.[4][5]
- Sung Dong-il como Hwang Chang-seop.[6]

### Papel secundario
- Park Ho-san como Yoon Kwang-cheol, padre de Dan-bi.
- Kim Seo-ra como la madre de Dan-bi.
- Lee Si-el como Ga-ram.
- Kyung-chan como Coordinador 1.
- Park Chul-min como el jefe del equipo.
- Park Geon-il como el Demonio Ya-seol.
- Hwang Se-on como Chae-young, la mejor amiga de Dan-bi.[7]
- Seol Woo-in como Jeong-hye.[8]
- Kim Young-ah como Jin-kyung.
- Nam Joong-gyu como Ankyung.
- Kwak Ja-hyung como Du-won.
- Lee Jung Hyung como Ha-neul.
- Moon Jin-seung como Hee-min.[9]
- Kim Chang-hwan como He-cheol.
- Hwang Hyun-bin como la jefa del equipo de planificación.

## Producción
Forbidden Fairytale fue dirigida por Lee Jong-seok (The Negotiation, 2018), que la presentó así: «la generación más joven está en una situación en la que tiene que elegir entre lo que sabe hacer bien, lo que quiere hacer y lo que tiene que hacer [...] Quería mostrar el divertido proceso de encontrar los propios sueños a través de un encuentro casual». Después del éxito de The Negotiation, Lee recibió principalmente guiones de suspenso, acción, crimen, etc. Estuvo así unos años, pero acabó exhausto con estos temas; a cierto punto le llegó el guion de Forbidden Fairytale como «una sorpresa refrescante», lo que le decidió a tomarlo, incluso pensando en que podía ser un punto de inflexión en su carrera. El guion se adaptó teniendo en cuenta las sugerencias de varios youtubers de entre veinte y treinta años a los que el director pidió consejo sobre los diálogos; después, los propios actores contribuyeron con nuevas modificaciones.
Para Park Ji-hyun se trata de su primera comedia, pese a su gran afición al género e interés por probarlo. En la película su personaje escribe unos veinte episodios de novelas web para adultos, que se realizaron mediante gráfica por ordenador. Una parte de las escenas, las relacionadas con la casa de los padres de Dan-bi, se rodó en la isla Ganghwa. Tras el rodaje, el período de posproducción duró más de un año, y en él se redujo el metraje inicial de unas tres horas a la mitad.
La cantante de trot Yang Hee-na contribuye a la banda sonora del filme con la canción Late Wind.
El 29 de noviembre de 2024 las distribuidoras MediaCan Inc. y Special City Film SMC Inc. anunciaron que se estrenaría el 8 de enero del año siguiente, y lanzaron un primer cartel de la película.

## Estreno y taquilla
Los primeros pasos del filme fueron accidentados, porque se vio afectada indirectamente por dos acontecimientos que alteraron la vida pública del país: primero la proclamación de la ley marcial por parte del presidente Yoon Suk-yeol y sus consecuencias, y después el accidente del vuelo 2216 de Jeju Air y el período de duelo sucesivo. La presentación de la producción estaba prevista originalmente para el 12 de diciembre de 2024, pero dos días antes, el 10 de diciembre, la productora anunció que se había cancelado y pospuesto indefinidamente debido a circunstancias internas. Para muchos observadores el motivo fue la inestable situación política del país en ese momento. El accidente de aviación fue causa de la cancelación de una proyección y conferencia de prensa programada para el 3 de enero de 2025, en la que de nuevo se trataba de presentar la película a los medios de comunicación.
Forbidden Fairytale se estrenó el 8 de enero de 2025; la preventa había sido un éxito, la más alta entre los títulos estrenados contemoráneamente. Empezó en el segundo lugar en taquilla con 14 350 espectadores el primer día de su estreno, y subió al tercer lugar el día 11, el cuarto día. El número acumulado de espectadores en los cuatro días transcurridos desde su estreno era de 79 000. La película cerró su período de exhibición con un total de 168 500 espectadores en 668 salas, que dejaron una taquilla de 1 078 934 dólares. El 9 de marzo de 2025 se encontraba por este concepto en la décima posición entre las películas estrenadas en el año 2025.
La película pasó a la distribución por los canales de vídeo a demanda desde el 31 de enero de 2025. Por otra parte, fue vendida por adelantado a países asiáticos como Japón, Taiwán, Hong Kong, Singapur, Vietnam, Indonesia e India, así como a Francia y el Reino Unido en Europa, y Estados Unidos, Canadá y México en América.

## Crítica
Lim Ye-bin (Celebrity Media) presenta la película como «una historia moral que muestra el proceso en el que Dan-bi, quien estaba llena de prejuicios contra las novelas web para adultos, se da cuenta de que tanto los "cuentos de hadas" como las "novelas" pueden brindar alegría y consuelo a alguien.Al mismo tiempo, el entretenimiento de la película se desvanece en el momento en que interviene la realidad. Hay muchos elementos problemáticos, como contratos de esclavitud y delitos sexuales digitales, pero no se plantean como problemas».
Para Seo Moon-won (Star Daily News), es una película divertida pero llena de lagunas, y que lo único que «tiene para ofrecer son las habilidades de actuación estelares de varios actores». Añade Seo que aunque la historia es sólida y prometedora, la dirección es pobre.
La crítica de Dailyan Ryu Ji-yoon, para la que es una historia de crecimiento, escribe que «la característica más importante de Forbidden Fairytale es la forma en que interpreta visualmente las novelas web para adultos. Aunque ciertamente aparecen escenas explícitas, la historia está contada utilizando personajes de cuentos de hadas y gráficos generados por ordenador adorables, y la película logra expresar expresiones sexuales de manera humorística y exitosa». Por otro lado, destaca la actuación estable y delicada de Park Ji-hyun.
Park Ji-yoon (The Fact) escribe en su reseña de la película que a pesar de que el material puede causar incomodidad fácilmente, el director sabe mantener un nivel moderado; añade: «la premisa de un autor de libros infantiles que escribe un romance para adultos es interesante, y es fácil inferir el mensaje que  quiere transmitir a la audiencia, pero faltan detalles y la película carece de sustancia». Resalta en cambio las «apasionadas actuaciones de los actores», en particular una Park Ji-hyun que «supera las expectativas».